# Liste der Baudenkmale in Thedinghausen
In der Liste der Baudenkmale in Thedinghausen sind alle Baudenkmale der niedersächsischen Gemeinde Thedinghausen und der Ortsteile  Ahsen-Oetzen, Beppen, Dibbersen, Donnerstedt, Eißel, Holtorf, Horstedt, Lunsen, Morsum, Oenigstedt, Werder und Wulmstorf aufgelistet. Die Quelle der  Baudenkmale ist der Denkmalatlas Niedersachsen. Der Stand der Liste ist der 21. November 2020.

## Allgemein
In den Spalten befinden sich folgende Informationen:
- Lage: die Adresse des Baudenkmales und die geographischen Koordinaten. Kartenansicht, um Koordinaten zu setzen. In der Kartenansicht sind Baudenkmale ohne Koordinaten mit einem roten Marker dargestellt und können in der Karte gesetzt werden. Baudenkmale ohne Bild sind mit einem blauen Marker gekennzeichnet, Baudenkmale mit Bild mit einem grünen Marker.
- Bezeichnung: Bezeichnung des Baudenkmales
- Beschreibung: die Beschreibung des Baudenkmales. Unter § 3 Abs. 2 NDSchG werden Einzeldenkmale und unter § 3 Abs. 3 NDSchG Gruppen baulicher Anlagen und deren Bestandteile ausgewiesen.
- ID: die Objekt-ID des Baudenkmales
- Bild: ein Bild des Baudenkmales, ggf. zusätzlich mit einem Link zu weiteren Fotos des Baudenkmals im Medienarchiv Wikimedia Commons. Wenn man auf das Kamerasymbol klickt, können Fotos zu Baudenkmalen aus dieser Liste hochgeladen werden:

## Thedinghausen

### Gruppe: Erbhof
Die Gruppe „Erbhof“ ist eine Schlossanlage der späten Weserrenaissance mit Parkanlage und hat die ID 34306339.

| Lage                                               | Bezeichnung              | Beschreibung | ID       | Bild           |
| -------------------------------------------------- | ------------------------ | --- | -------- | -------------- |
| Braunschweiger Straße 1 52° 57′ 40″ N, 9° 1′ 49″ O | Wohn-/Wirtschaftsgebäude | Der Erbhof Thedinghausen ist der Inschrift nach ein von 1619 bis 1620 errichtetes zweigeschossiges Schloss aus Backstein unter einem Satteldach mit drei Utluchten. | 34321163 | Weitere Bilder |
| Braunschweiger Straße 1 52° 57′ 39″ N, 9° 1′ 48″ O | Park                     | Der Baumpark Thedinghausen ist ein 11 Hektar großer Park mit altem Baumbestand zwischen Schloss und Eiter. Die alte Eibe soll 1621 gesetzt worden sein.             | 34321189 | Weitere Bilder |
| Braunschweiger Straße 52° 57′ 44″ N, 9° 1′ 54″ O   | Garten                   | Nordöstlich des ehemaligen Schlosses angelegter Zier- und Nutzgarten aus dem 17. Jahrhundert.                                                                       | 53650190 | BW             |

### Gruppe: Handelshof Gudewill, Gutshof Grimm
Die Gruppe „Handelshof Gudewill, Gutshof Grimm“ ist eine Hofanlage, die Ende des 18. Jahrhunderts angelegt worden war und 1843 in einen Gutshof umgewandelt wurde, und hat die ID 34306357.

| Lage                                                | Bezeichnung | Beschreibung | ID       | Bild           |
| --------------------------------------------------- | ----------- | --- | -------- | -------------- |
| Braunschweiger Straße 10 52° 57′ 44″ N, 9° 1′ 36″ O | Herrenhaus  | Das 1811 als Herrenhaus erbaute zweigeschossiges, klassizistische und verputzte Gebäude des heutigen Rathauses Thedinghausen (sog. Poggenburg) steht auf einem Sandsteinsockel mit einem Mittelrisalit. | 34321306 |                |
| Braunschweiger Straße 10 52° 57′ 45″ N, 9° 1′ 37″ O | Packhaus    | 1796 erbautes zweigeschossiges Fachwerkgebäude mit einem Dachreiter von 1855 | 34321332 | Weitere Bilder |
| Braunschweiger Straße 10 52° 57′ 46″ N, 9° 1′ 37″ O | Scheune     | In der ersten Hälfte des 19. Jahrhunderts erbaute Fachwerkscheune unter einem Krüppelwalmdach (heute sog. Rathausscheune)                                                                               | 34321358 | BW             |
| Braunschweiger Straße 10 52° 57′ 45″ N, 9° 1′ 36″ O | Taubenturm  | Der dreigeschossige, achteckige Taubenturm unter einem Pyramidendach wurde in der zweiten Hälfte des 19. Jahrhunderts errichtet.                                                                        | 34321384 | Weitere Bilder |
| Braunschweiger Straße 10 52° 57′ 44″ N, 9° 1′ 39″ O | Park        | Der sog. Grimmsche Park gehört zu der früheren Gutsanlage | 34321284 | BW             |

### Gruppe: Kirche Bürgerstraße
Die Gruppe „Kirche Bürgerstraße“ besteht aus der evangelischen Kirche und den beiden Kriegerdenkmalen und hat die ID 34306391.

| Lage                                      | Bezeichnung    | Beschreibung | ID       | Bild           |
| ----------------------------------------- | -------------- | --- | -------- | -------------- |
| Bürgerstraße 7 52° 57′ 48″ N, 9° 1′ 33″ O | Kirche         | Der Architekt Johann Carl Ernst Wiehe entwarf die neogotische Saalkirche St. Maria Magdalena Thedinghausen unter einem Satteldach, die von 1867 bis 1870 erbaut wurde. Der Westturm hat ein markantes Pyramidendach. | 34321306 | Weitere Bilder |
| Bürgerstraße 52° 57′ 47″ N, 9° 1′ 33″ O   | Kriegerdenkmal | aufwendiges neogotisches Sandsteindenkmal in Erinnerung an die Gefallenen des Krieges von 1870/1871. | 34321591 | BW             |
| Bürgerstraße 52° 57′ 47″ N, 9° 1′ 33″ O   | Kriegerdenkmal | Von Hermann Siedentop entworfenes und 1920 realisiertes Denkmal in Erinnerung an die Gefallenen des Ersten Weltkrieges: Ein übergroße männliche Sandsteinfigur mit Schwert auf einem hohen Sockel                    | 34321615 | BW             |

### Gruppe: Hofanlage Schulstraße 30
Die Gruppe „Hofanlage Schulstraße 30“ ist eine einheitliche Hofanlage und hat die ID 34306440.

| Lage                                      | Bezeichnung              | Beschreibung                                                               | ID       | Bild |
| ----------------------------------------- | ------------------------ | -------------------------------------------------------------------------- | -------- | ---- |
| Schulstraße 30 52° 57′ 51″ N, 9° 1′ 25″ O | Wohn-/Wirtschaftsgebäude | 1883 errichtetes hallenhausähnliches Ziegelgebäude unter einem Satteldach. | 34321848 | BW   |
| Schulstraße 30 52° 57′ 52″ N, 9° 1′ 25″ O | Stall                    | 1883 errichtetes Ziegelgebäude                                             | 34321876 | BW   |

### Gruppe: Hofanlage Syker Straße 78
Die Gruppe „Hofanlage Syker Straße 78“ ist eine Hofanlage aus Fachwerkbauten und hat die ID 34306424.

| Lage                                       | Bezeichnung              | Beschreibung | ID       | Bild |
| ------------------------------------------ | ------------------------ | --- | -------- | ---- |
| Syker Straße 78 52° 57′ 21″ N, 9° 0′ 49″ O | Wohn-/Wirtschaftsgebäude | Ende des 19. Jahrhunderts errichtetes Zweiständer-Hallenhaus unter einem Halbwalmdach, das später erweitert wurde. | 34321771 | BW   |
| Syker Straße 78 52° 57′ 20″ N, 9° 0′ 48″ O | Scheune                  | Die Fachwerkscheune unter einem Halbwalmdach hat eine Längsdurchfahrt und einen Stallanbau.                        | 34321876 | BW   |

### Gruppe: Hofanlage Syker Straße 92
Die Gruppe „Hofanlage Syker Straße 92“ ist eine stattliche Hofanlage aus dem 19. Jahrhundert und hat die ID 34306375.

| Lage                                       | Bezeichnung              | Beschreibung | ID       | Bild |
| ------------------------------------------ | ------------------------ | --- | -------- | ---- |
| Syker Straße 92 52° 57′ 16″ N, 9° 0′ 41″ O | Wohn-/Wirtschaftsgebäude | Das sog. Haus Scholvin wurde 1848 als eingeschossiges Backsteingebäude mit Zwerchhaus unter einem Halbwalmdach errichtet und 1885 teilweise modernisiert. | 34321435 | BW   |
| Syker Straße 90 52° 57′ 17″ N, 9° 0′ 44″ O | Scheune                  | Mitte des 19. Jahrhunderts errichtete Fachwerkscheune mit einer Längsdurchfahrt unter einem Halbwalmdach.                                                 | 53878753 | BW   |
| Syker Straße 92 52° 57′ 16″ N, 9° 0′ 42″ O | Scheune                  | Backsteinscheune aus dem 19. Jahrhundert unter einem Krüppelwalmdach                                                                                      | 34321461 | BW   |
| Syker Straße 92 52° 57′ 18″ N, 9° 0′ 42″ O | Stall                    | Im 19. Jahrhundert errichtetes Backsteingebäude unter einem Satteldach mit einem Grabrelief des Chirurgen Bebhart Frische.                                | 34321486 | BW   |
| Syker Straße 92 52° 57′ 16″ N, 9° 0′ 42″ O | Einfriedung              | Die Backsteinmauer mit Lisenengliederung wurde um 1850 errichtet.                                                                                         | 34321539 | BW   |

### Gruppe: Hofanlage Westerwischer Straße 128
Die Gruppe „Hofanlage Westerwischer Straße 128“ ist eine Hofanlage aus der zweiten Hälfte des 19. Jahrhunderts und hat die ID 34306542.

| Lage                                                 | Bezeichnung              | Beschreibung | ID       | Bild |
| ---------------------------------------------------- | ------------------------ | --- | -------- | ---- |
| Westerwischer Straße 128 52° 57′ 52″ N, 8° 59′ 39″ O | Wohn-/Wirtschaftsgebäude | In der zweiten Hälfte des 19. Jahrhunderts errichtetes hallenhausähnliches Ziegelhaus unter einem Halbwalmdach. | 34322303 | BW   |
| Westerwischer Straße 128 52° 57′ 51″ N, 8° 59′ 38″ O | Scheune                  | In der zweiten Hälfte des 19. Jahrhunderts errichtetes Ziegelgebäude unter einem Halbwalmdach.                  | 34322331 | BW   |
| Westerwischer Straße 128 52° 57′ 52″ N, 8° 59′ 40″ O | Stall                    | In der zweiten Hälfte des 19. Jahrhunderts errichtetes Ziegelgebäude unter einem Satteldach.                    | 34322356 | BW   |

### Einzelbaudenkmale
| Lage                                                    | Bezeichnung              | Beschreibung | ID       | Bild           |
| ------------------------------------------------------- | ------------------------ | --- | -------- | -------------- |
| Braunschweiger Straße 52° 57′ 41″ N, 9° 1′ 41″ O        | Monument                 | Das Herzog-Wilhelm-Denkmal wurde um 1900 auf einem Werkstein-Obelisken erbaut und trägt ein Bronze-Medaillon | 34321211 | Weitere Bilder |
| Am Burgplatz 6 52° 57′ 37″ N, 9° 1′ 43″ O               | Amtshaus                 | Das vermutlich 1847 für das Amtsgericht Thedinghausen erbaute zweigeschossige Gebäude ist teilweise in Fachwerkbauweise ausgeführt und mit Sollingsandsteinbehang und teilweise als Massivbau unter einem Halbwalmdach. Ein zweiachsiges Zwerchhaus unter einem Dreiecksgiebel bietet den Zugang zum Gebäude. Heute wird das Gebäude als Jugendzentrum genutzt. | 34321235 | BW             |
| Braunschweiger Straße 21 52° 57′ 43″ N, 9° 1′ 34″ O     | Wohnhaus                 | Anfang des 19. Jahrhunderts erbautes zweigeschossiges traufständiges Fachwerkgebäude unter einem Krüppelwalmdach. | 34321260 | BW             |
| Braunschweiger Straße 39 52° 57′ 42″ N, 9° 1′ 27″ O     | Villa                    | 1918 bis 1920 erbautes verputztes Gebäude mit einem Mansarddach | 34321410 | BW             |
| Blankenburger Straße (13/13a) 52° 57′ 46″ N, 9° 1′ 8″ O | Friedhof                 | Der jüdische Friedhof Thedinghausen wurde nach 1850 angelegt und von 1854 bis 1941 genutzt. 1942 wurde der Friedhof zerstört und später überbaut. | 34322448 | BW             |
| Deichstraße 5 52° 58′ 0″ N, 9° 1′ 18″ O                 | Wohn-/Wirtschaftsgebäude | Um 1700 errichtetes zweigeschossiges Vierständergebäude. | 34321697 | BW             |
| Schulstraße 7 52° 57′ 47″ N, 9° 1′ 17″ O                | Schule                   | Laut Inschrift 1886 nach dem Entwurf von Johann Carl Ernst Wiehe errichtetes zweigeschossiges Backsteingebäude unter einem Satteldach. Heute Kindergarten (Thänhuser Kita). | 34321822 | Weitere Bilder |

### Ehemalige Denkmale
| Lage                                        | Bezeichnung              | Beschreibung                                                                                          | ID       | Bild |
| ------------------------------------------- | ------------------------ | --- | -------- | ---- |
| Bremer Straße 1 52° 58′ 45″ N, 8° 56′ 15″ O | Wohn-/Wirtschaftsgebäude | In der ersten Hälfte des 19. Jahrhunderts errichtetes Zweiständer-Hallenhaus, 2007 abgebrochen.       | 34321721 | BW   |
| Bürgerstraße 19 52° 57′ 52″ N, 9° 1′ 36″ O  | Wohn-/Wirtschaftsgebäude | 1794 errichtetes Zweiständergebäude unter einem Walmdach. 2005 aus dem Denkmalverzeichnis gestrichen. | 34321641 | BW   |

## Beppen

### Gruppe: Hofanlage Im Dorf 13
Die Gruppe „Hof Lohmann“ mit einem Baubestand des 18. und 19. Jahrhunderts hat die ID 34305487.

| Lage                                  | Bezeichnung              | Beschreibung                                                                    | ID       | Bild |
| ------------------------------------- | ------------------------ | ------------------------------------------------------------------------------- | -------- | ---- |
| Im Dorf 13 52° 56′ 19″ N, 9° 4′ 1″ O  | Wohn-/Wirtschaftsgebäude | 1738 errichtetes Zweiständerfachwerkgebäude mit massivem Wohnhausanbau von 1901 | 34315317 | BW   |
| Im Dorf 13 52° 56′ 20″ N, 9° 3′ 59″ O | Scheune                  | Um 1740 errichtete Scheune mit Querdurchfahrt.                                  | 34315285 | BW   |

## Dibbersen

### Einzeldenkmal
| Lage                                       | Bezeichnung              | Beschreibung                                                               | ID       | Bild |
| ------------------------------------------ | ------------------------ | -------------------------------------------------------------------------- | -------- | ---- |
| Kreuzstraße 10 52° 58′ 46″ N, 8° 59′ 28″ O | Wohn-/Wirtschaftsgebäude | 1892 errichtetes hallenhausähnliches Ziegelgebäude unter einem Satteldach. | 34321954 | BW   |

## Eißel

### Gruppe: Hofanlage Lindenweg 9
Die Gruppe „Hofanlage Lindenweg 9“ hat die ID 34306456.

| Lage                                   | Bezeichnung              | Beschreibung                                               | ID       | Bild |
| -------------------------------------- | ------------------------ | ---------------------------------------------------------- | -------- | ---- |
| Lindenweg 9 52° 58′ 51″ N, 9° 0′ 42″ O | Wohn-/Wirtschaftsgebäude | 1860 erbautes Zweiständergebäude unter einem Halbwalmdach  | 34321901 | BW   |
| Lindenweg 9 52° 58′ 50″ N, 9° 0′ 44″ O | Scheune                  | Fachwerkscheune mit Längsdurchfahrt unter einem Satteldach | 34321930 | BW   |

### Gruppe: Hofanlage Weißdornweg 19 (Im Dorfe 4)
Das „Hofanlage Weißdornweg 19 (Im Dorfe 4)“ ist eine Hofanlage aus dem 18./19. Jahrhundert und hat die ID 34306409.

| Lage                                      | Bezeichnung              | Beschreibung                                            | ID       | Bild |
| ----------------------------------------- | ------------------------ | ------------------------------------------------------- | -------- | ---- |
| Weißdornweg 19 52° 58′ 45″ N, 9° 0′ 40″ O | Wohn-/Wirtschaftsgebäude | 1759 errichtetes Zweiständergebäude. Um 1895 erweitert. | 34321668 | BW   |
| Weißdornweg 19 52° 58′ 45″ N, 9° 0′ 42″ O | Scheune                  | Fachwerkgebäude                                         | 34321746 | BW   |

## Horstedt

### Einzeldenkmal
| Lage                                               | Bezeichnung              | Beschreibung                                          | ID       | Bild |
| -------------------------------------------------- | ------------------------ | ----------------------------------------------------- | -------- | ---- |
| Horstedter Dorfstraße 38 53° 0′ 9″ N, 8° 58′ 49″ O | Wohn-/Wirtschaftsgebäude | 1877 errichtetes Ziegelgebäude unter einem Satteldach | 34321979 | BW   |

## Lunsen

### Einzeldenkmal
| Lage                               | Bezeichnung | Beschreibung | ID       | Bild           |
| ---------------------------------- | ----------- | --- | -------- | -------------- |
| Kirchweg 52° 58′ 6″ N, 9° 2′ 52″ O | Kirche      | 1874 bis 1877 nach dem Entwurf von Johann Carl Ernst Wiehe errichtete neogotische Backsteinkirche St. Cosmas und Damian Lunsen unter einem Walmdach sowie einem Westturm unter einem Pyramiddach. | 34321113 | Weitere Bilder |

### Ehemaliges Denkmal
| Lage                                          | Bezeichnung              | Beschreibung | ID       | Bild |
| --------------------------------------------- | ------------------------ | --- | -------- | ---- |
| Lunser Dorfstraße 8 52° 58′ 2″ N, 9° 2′ 59″ O | Wohn-/Wirtschaftsgebäude | Um 1865 errichtetes hallenhausähnliches Ziegelgebäude unter einem Halbwalmdach. 2007 aus dem Denkmalverzeichnis gestrichen. | 34322004 | BW   |

## Morsum

### Einzelbaudenkmale
| Lage                                             | Bezeichnung              | Beschreibung                                                                       | ID       | Bild |
| ------------------------------------------------ | ------------------------ | ---------------------------------------------------------------------------------- | -------- | ---- |
| Morsumer Eichenweg 22 52° 57′ 6″ N, 9° 5′ 6″ O   | Wohn-/Wirtschaftsgebäude | Hofanlage                                                                          | 54027475 | BW   |
| Morsumer Schulstraße 3 52° 57′ 4″ N, 9° 5′ 17″ O | Wohn-/Wirtschaftsgebäude | 1868 errichtetes hallenhausähnliches Ziegelgebäude                                 | 34315395 | BW   |
| Verdener Straße 1 52° 57′ 1″ N, 9° 5′ 22″ O      | Wohn-/Wirtschaftsgebäude | 1698 in Schwarme errichtetes Zweiständer-Hallenhaus, hierher transloziert.         | 34315370 | BW   |
| Verdener Straße 4 52° 57′ 9″ N, 9° 5′ 19″ O      | Wohn-/Wirtschaftsgebäude | 1707 errichtetes Zweiständer-Hallenhaus mit im 19. Jahrhundert umgebauten Wohnteil | 34315346 | BW   |
| Zum Fleet 38 52° 57′ 13″ N, 9° 4′ 36″ O          | Wohn-/Wirtschaftsgebäude | Um 1885 errichtetes Vierständerhaus unter einem Halbwalmdach.                      | 34315555 | BW   |

### Ehemalige Gruppe: Hofanlage Härsenstraße 6
Die Gruppe „Hofanlage Härsenstraße 6“ ist eine Hofanlage in der Marsch, hat die ID 41568662 und wurde 1996 aus dem Denkmalverzeichnis gestrichen.

| Lage                                      | Bezeichnung              | Beschreibung                                                                            | ID       | Bild |
| ----------------------------------------- | ------------------------ | --------------------------------------------------------------------------------------- | -------- | ---- |
| Härsenstraße 6 52° 56′ 55″ N, 9° 3′ 40″ O | Wohn-/Wirtschaftsgebäude | 1869 errichtetes Zweiständer-Fachwerkgebäude, das nach 1900 umfangreich erneuert wurde. | 34315454 | BW   |
| Härsenstraße 6 52° 56′ 55″ N, 9° 3′ 41″ O | Stall                    | Um 1900 errichtetes Ziegelgebäude.                                                      | 34315426 | BW   |
| Härsenstraße 6 52° 56′ 55″ N, 9° 3′ 42″ O | Stall                    | Ziegelgebäude.                                                                          | 34315426 | BW   |

## Oenigstedt

### Gruppe: Gut Oenigstedt
Die Gruppe „Gut Oenigstedt“ aus dem 18. und 19. Jahrhunderts hat die ID 34306322.

| Lage                                         | Bezeichnung | Beschreibung                                                                             | ID       | Bild |
| -------------------------------------------- | ----------- | ---------------------------------------------------------------------------------------- | -------- | ---- |
| Gut Oenigstedt 1 52° 58′ 36″ N, 8° 58′ 20″ O | Herrenhaus  | 1702 errichtetes zweigeschossiges Fachwerkgebäude mit einem hervorkragenden Obergeschoss | 34320960 | BW   |
| Gut Oenigstedt 3 52° 58′ 35″ N, 8° 58′ 19″ O | Wohnhaus    | 1840 erbautes Fachwerkgebäude unter einem Walmdach.                                      | 34320986 | BW   |
| Gut Oenigstedt 3 52° 58′ 36″ N, 8° 58′ 18″ O | Scheune     | Im 19. Jahrhundert errichtete Fachwerkscheune                                            | 34321038 | BW   |
| Gut Oenigstedt 1 52° 58′ 37″ N, 8° 58′ 19″ O | Stall       | Im 19. Jahrhundert errichteter Fachwerkstall.                                            | 34321063 | BW   |
| Gut Oenigstedt 5 52° 58′ 37″ N, 8° 58′ 17″ O | Torhaus     | Das Fachwerkgebäude wurde 1853 mit einer Querdurchfahrt errichtet.                       | 34321012 | BW   |
| Gut Oenigstedt 52° 58′ 34″ N, 8° 58′ 19″ O   | Park        | Gutspark                                                                                 | 34320938 | BW   |

### Gruppe: Hofanlage Gut Oenigstedt 11
Die Gruppe „Hofanlage Gut Oenigstedt 11“ hat die ID 34306577.

| Lage                                         | Bezeichnung              | Beschreibung                                                                                    | ID       | Bild |
| -------------------------------------------- | ------------------------ | ----------------------------------------------------------------------------------------------- | -------- | ---- |
| Gut Oenigstedt 11 52° 58′ 36″ N, 8° 58′ 3″ O | Wohn-/Wirtschaftsgebäude | 1676 errichtetes Zweiständerhaus unter einem Krüppelwalmdach mit Reeteindeckung. 1982 umgebaut. | 34322381 | BW   |
| Gut Oenigstedt 11 52° 58′ 36″ N, 8° 58′ 2″ O | Speicher                 | Im 18. Jahrhundert errichtetes Fachwerkgebäude unter einem Walmdach mit Reeteindeckung.         | 34322406 | BW   |

## Werder

### Gruppe: Hofanlage Achimer Landstraße 21
Die „Hofanlage Achimer Landstraße 21“ hat die ID 34306472.

| Lage                                             | Bezeichnung              | Beschreibung                                              | ID       | Bild |
| ------------------------------------------------ | ------------------------ | --------------------------------------------------------- | -------- | ---- |
| Achimer Landstraße 21 52° 58′ 26″ N, 9° 2′ 52″ O | Wohn-/Wirtschaftsgebäude | 1863 errichtetes Ziegelgebäude unter einem Halbwalmdach.  | 34322029 | BW   |
| Achimer Landstraße 21 52° 58′ 26″ N, 9° 2′ 52″ O | Scheune                  | Um 1863 errichtetes Ziegelgebäude unter einem Satteldach. | 34322057 | BW   |

### Gruppe: Hofanlage Werder Dorfstraße 6
Die „Hofanlage Werder Dorfstraße 6“ ist eine Hofanlage des 18. und 19. Jahrhunderts und hat die ID 34306526.

| Lage                                           | Bezeichnung              | Beschreibung | ID       | Bild |
| ---------------------------------------------- | ------------------------ | --- | -------- | ---- |
| Werder Dorfstraße 6 52° 58′ 34″ N, 9° 2′ 53″ O | Wohn-/Wirtschaftsgebäude | 1802 errichtetes Zweiständer-Hallenhaus, erheblich verändert. Das Dielengerüst datiert auf das 17. Jahrhundert. | 34322222 | BW   |
| Werder Dorfstraße 6 52° 58′ 35″ N, 9° 2′ 53″ O | Stall                    | Anfang des 20. Jahrhunderts errichtetes Ziegelgebäude                                                           | 34322251 | BW   |
| Werder Dorfstraße 6 52° 58′ 34″ N, 9° 2′ 54″ O | Speicher                 | 1738 errichtetes zweigeschossiges Fachwerkgebäude                                                               | 34321139 | BW   |

### Gruppe: Hofanlage Werder Dorfstraße 8
Die „Hofanlage Werder Dorfstraße 8“ (im Verzeichnis als „Werder Dorfstraße 11“ vermerkt) hat die ID 34306488.

| Lage                                           | Bezeichnung              | Beschreibung                                                                     | ID       | Bild |
| ---------------------------------------------- | ------------------------ | -------------------------------------------------------------------------------- | -------- | ---- |
| Werder Dorfstraße 8 52° 58′ 34″ N, 9° 2′ 55″ O | Wohn-/Wirtschaftsgebäude | Um 1900 errichtetes hallenhausähnliches massives Gebäude unter einem Satteldach. | 34322108 | BW   |
| Werder Dorfstraße 8 52° 58′ 35″ N, 9° 2′ 55″ O | Stall                    | Um 1900 errichtetes massives Gebäude unter einem Satteldach.                     | 34322136 | BW   |

### Einzeldenkmale
| Lage                                                 | Bezeichnung              | Beschreibung | ID       | Bild |
| ---------------------------------------------------- | ------------------------ | --- | -------- | ---- |
| Achimer Landstraße 25/25a 52° 58′ 28″ N, 9° 2′ 54″ O | Wohn-/Wirtschaftsgebäude | Nach der Inschrift 1865 errichtetes eingeschossiges Backsteingebäude unter einem Halbwalmdach mit zweiachsigem Zwerchhaus. | 34322082 | BW   |
| Werder Dorfstraße 2 52° 58′ 32″ N, 9° 2′ 51″ O       | Wohn-/Wirtschaftsgebäude | 1861 errichtetes hallenhausähnliches Ziegelgebäude unter einem Halbwalmdach                                                | 34322277 | BW   |

### Ehemalige Gruppe: Hofanlage Werder Dorfstraße 1
Die frühere Gruppe „Hofanlage Werder Dorfstraße 1“ hat die ID 34306508.

| Lage                                           | Bezeichnung              | Beschreibung                                                                                                | ID       | Bild |
| ---------------------------------------------- | ------------------------ | --- | -------- | ---- |
| Werder Dorfstraße 1 52° 58′ 34″ N, 9° 2′ 49″ O | Wohn-/Wirtschaftsgebäude | 1866 errichtetes Backsteingebäude unter einem Satteldach. 2023 aus dem Denkmalverzeichnis gestrichen.       | 34322163 | BW   |
| Werder Dorfstraße 1 52° 58′ 36″ N, 9° 2′ 51″ O | Wirtschaftsgebäude       | Nach 1866 errichtetes eingeschossiges Stallgebäude in Backstein als L-förmige Anlage mit Scheune und Remise | 34322191 | BW   |

## Wulmstorf

### Einzeldenkmal
| Lage                                      | Bezeichnung    | Beschreibung                                                                                             | ID       | Bild |
| ----------------------------------------- | -------------- | --- | -------- | ---- |
| Friedhofstraße 52° 56′ 24″ N, 9° 5′ 35″ O | Kriegerdenkmal | Um 1920 errichteter Sandsteinobelisk auf einem Sandsteinsockel für die Gefallenen des Ersten Weltkrieges | 34315508 | BW   |

### Ehemaliges Denkmal
| Lage                                       | Bezeichnung    | Beschreibung                                                                      | ID       | Bild |
| ------------------------------------------ | -------------- | --------------------------------------------------------------------------------- | -------- | ---- |
| Marschstraße 14 52° 56′ 41″ N, 9° 5′ 54″ O | Giebel/Fassade | Fachwerkgiebel des Vierständerhauses. 1999 aus dem Denkmalverzeichnis gestrichen. | 34315532 | BW   |